# Цех
Цех (  или Zeche)‍:1437 или еснаф (тур. esnaf)‍:452 је занатско удружење, односно група људи који раде исти посао, занат, па се удружују ради остваривања својих права и виших циљева. Еснаф има свог председника, одбор, заједничку касу. Када би неког од чланова еснафа инспекција казнила новчаном казном, то је исплаћивано из еснафске касе. Еснаф је доносио одлуке где се сме или не сме отворити радња, санкционисали су прекршаје еснафских правила. У Србији су некада (19. век) сви занатски послови имали своје еснафе, али је то временом почело да нестаје, као и еснафски утицаји. Данас они постоје само као удружења, без икаквог утицаја. Једни од преосталих су пекарски еснаф, златарски еснаф и многи други еснафи.
Типично, кључна „привилегија” је била да је само члановима еснафа било дозвољено да продају своју робу или да практикују своје вештине у граду. Могуће је да су постојале контроле минималних или максималних цена, сати трговања, броја приправника и многих других ствари. Ова правила су смањивала слободну конкуренцију, али су понекад одржавала добар квалитет рада.
Важан резултат еснафског оквира била је појава универзитета у Болоњи (основаног 1088), Оксфорду (барем од 1096) и Паризу (око 1150); настали су као цехови студената (као у Болоњи) или мајстора (као у Паризу).

## Историја цехова

### Рана еснафска удружења
Након уједињења градова-држава у Асирији и Сумеру од стране Саргона Акадског у јединствено царство којим је владао из свог родног града око 2334. п. н. е., уобичајене месопотамске стандарде за дужину, површину, запремину, тежину и време које су користили занатлијски цехови у сваком граду обнародовао је Нарам-Син из Акада (око 2254–2218. п. н. е.), Саргонов унук, укључујући и оне за шекеле. Хамурабијев законик 234 (око 1755–1750. п. н. е.) предвиђао је преовлађујућу плату од 2 шекела за сваки брод од 60 гура (300 бушела) изграђен у уговору о раду између бродоградитеља и бродовласника. Законом 275 прописана је цена трајекта од 3 гера дневно за чартерпартију између закупца брода и заповедника брода. Законом 276 прописана је возарина од 21⁄2гера по дану по уговору о превозу терета између закупца и заповједника брода, док је Закон 277 предвиђао 1⁄6-шекела по дану возарине за брод од 60 гура.
Једна врста еснафа била је позната у римско доба. Позната као колегијум, collegia или corpus, то су биле организоване групе трговаца који су се специјализовали за одређени занат и чије је чланство у групи било добровољно. Један такав пример је corpus naviculariorum, колегијум трговачких помораца са седиштем у римској луци Ла Остија. Римски цехови нису успели да преживе слом Римског царства.
Колегијум је било свако удружење које је деловало као правно лице. Године 1816, археолошким ископавањима у Минји, Египат (под ејалетом Отоманског царства), из рушевина Антинојевог храма у Антинопољу, Египат, пронађена је плоча из доба династије Нерва-Антонин која је прописивала правила и чланарине за погребног друштва collegium основаног у Ланувијуму, Италија, отприлике 133. године током владавине Хадријана (117–138) од Римског царства. Након доношења Lex Julia током владавине Јулија Цезара као конзула и диктатора Римске републике (49–44. п. н. е.), и његове реафирмације током владавине Цезара Августа као Princeps senatus и императора Римске војске (27. п. н. е. – 14. године), колегијуму је било потребно одобрење Римског сената или цара да би били овлашћени као правна тела. Рушевине у Ламбезису датирају формирање погребних друштава међу војницима Римске армије и морнарима Римске морнарице у време владавине Септимија Севера (193–211) 198. године. У септембру 2011. године, археолошка истраживања на месту вештачке луке Портус у Риму открила су натписе у бродоградилишту изграђеном за време Трајанове владавине (98–117) који указују на постојање еснафа бродоградитеља. Колегијум је такође укључивао братства римских свештеника који су надгледали ритуална жртвовања, практиковали аугурију, чували свете списе, организовали фестивале и одржавали специфичне верске култове.